# Orde van de armband van Bordeaux
De Orde van de armband van Bordeaux (Frans: "Ordre du Brassard de Bordeaux") werd op 12 maart 1814 in Bordeaux ingesteld om de sinds 1813 door trouwe koningsgezinden georganiseerde koningsgezinde garde die uit 12 compagnies van ieder 69 man bestond, te kunnen decoreren.
De naam verwijst naar het uit drie banen in de kleuren groen-wit-groen gemaakte herkenningstekens die de gardisten om hun bovenarm, of wanneer zij ruiters waren als sjerp, op hun uniform droegen.
Al vóór de val van Napoleon I stond er in Bordeaux dus een gewapende koningsgezinde militie gereed om de macht over te nemen. Het commando had de "commissaris" van de Koning, Taffart de Saint-Germain.
Op 1 februari 1814 landde de Hertog van Angoulême in het Spaanse San-Sebastian. Hij voegde zich bij de troepen van Wellington die de Fransen onder Maarschalk Soult de Pyreneeën over had gejaagd. De val van Bordeaux leek ophanden en de militaire bezetting vluchtte, zodra Engels troepen zich op 12 maart 1814 ten zuiden van de stad vertoonden, over de Garonne.
De Burgemeester van Bordeaux ontdekte die dag dat hij altijd al een hekel aan de Keizer had gehad en royalist was, hij gaf de nu onverdedigde stad over aan de toegesnelde Hertog van Angoulême die met behulp van de in de stad aanwezige garde de controle over de tweede stad van Frankrijk overnam. De val van Bordeaux gaf de Senaat in Parijs de moed om Napoleon I op 4 april formeel af te zetten.
De gardisten kregen de decoratie van de Lelies maar de Hertog van Angoulême stichtte voor hen ook een eigen "Brassard de Bordeaux" genoemd ereteken.

## De dragers van de decoratie
De Brassard de Bordeaux en later de "Décoration du Brassard de Bordeaux" werd aan meer dan duizend mensen uitgereikt,
- De 730 "Gardes Royaux à Pied" uit Bordeaux
- De 275 "Volontaires royaux à Cheval" uit Bordeaux
- De vier leden van de "Garde Royale du Périgord et du Quercy" die op 12 maart in Bordeaux aanwezig waren.
- De Franse officieren die dienstdeden bij de Britse Jagers
- Een onbekend aantal bestuurders van de stad Bordeaux.

De twee laatste categorieën omvatten ongeveer honderd gedecoreerden wat het aantal op ongeveer 1100 brengt.
De dragers waren van mening een orde of ridderorde te zijn omdat zij allen een eed hadden gezworen. Zij zwoeren om de Bourbons "met hun bloed en hun leven" te verdedigen. Dat maakte van de dragers van de armband en de sjerp een broederschap, of, in eigen ogen, een ridderorde die meer behelsde dan het dragen van een ereteken op de borst. 
De Franse overheid is erg strikt waar het onderscheidingen betreft en de min of meer spontaan ontstane en even spontaan toegekende decoraties aan de aanhangers die de Bourbons in 1813 weer in het zadel hielpen waren een doorn in het oog van de Kanselier van het Legioen van Eer. Deze functionaris is verantwoordelijk voor het "zuiver houden" van de Franse decoraties. Ook de te pas en te onpas gebruikte term ridderorde, voor wat eigenlijk niet meer dan een decoratie is, was hem een doorn in het oog. 
In 1824 werd de Decoratie van de Gewapende Arm van Bordeaux onderworpen aan de controle van de Grote Kanselarij van het Legioen van Eer. De Kanselier vroeg de gedecoreerden om hun benoemingsbesluit aan hem op te sturen opdat een lijst van dragers kon worden opgemaakt.
De Burgerkoning, Louis Philippe van Frankrijk heeft de decoratie op 10 februari 1831 officieel afgeschaft.

## Draagwijze
Men droeg de decoratie aan een groen lint met twee witte strepen, wit is de kleur van de Bourbons die overal het rood-wit-blauw van de Franse revolutie verving, op de linkerborst.
Het kleinood van de "Orde" is een wit geëmailleerd medaillon met het gouden monogram van de Hertog, een dubbele "L". Het ovale medaillon is op een eveneens ovale gouden ster met korte stralen en 14 punten gelegd. Als verhoging is een gouden beugelkroon, de Franse koningskroon voorstellend, geplaatst. Tussen ster en kroon is een scharniertje bevestigd. Op de groene ring, in de vorm van een dichtgegespte kousenband, rond het medaillon staat de tekst "BORDEAUX 12 MARS 1814" Voor- en achterzijde zijn gelijk.
Er zijn drie modellen bekend en het ereteken werd ook als miniatuur of in de vorm van een rozet of lint zonder versiersel gedragen.